# Eviota punctulata
Eviota punctulata is een straalvinnige vissensoort uit de familie van grondels (Gobiidae). De wetenschappelijke naam van de soort is voor het eerst geldig gepubliceerd in 1983 door Jewett & Lachner.